# استراتيجية وتكتيكات حرب العصابات
تميل إستراتيجية حرب العصابات إلى استخدام الهجوم الصغير، والقوة المتحركة، في مقابلة قوة كبيرة ثقيلة صعبة الحركة. قوات العصابات منظّمة كليًّا أو جزئيًّا في وحدات صغيرة معتمدة على دعم السكّان المحليّين. تكتيكيا، تشنّ العصابات هجومات متكررة بعيدة عن مركز ثقل الخصم، برؤية تبقى فيها خسائرها أقل ما يمكن، وتلحق فيها ضررا كبيرا ثابتا بالخصم. قد يستفز هذا من الخصم ردًّا تدميريا وحشيا، يُغْضِب داعمي العصابات، وفي الوقت نفسه يزيد أعدادهم، حتّى يفرضوا الاستسلام على الخصم.

## حرب العصابات بوصفها سلسلة
حرب العصابات التمردية، أو ما سمّاه ماو تسي دونغ الحرب ذات الطبيعة الثورية، يمكن أن تُتَخيَّل جزءًا من سلسلة. في طرفها الأدنى تكون هناك مداهمات وكمائن وهجمات صغيرة النطاق. قديما كانت هذه الأفعال مرتبطة بخطط قبائل صغيرة تحارب إمبراطورية كبيرة، كما في صراع روما ضد القبائل الإسبانية الذي استمر أكثر من قرن. وفي الأزمنة الحديثة استمر هذا في مجموعات التمرد، والثورة، والإرهاب. الطرف الأعلى مركّب من إستراتيجية عسكرية سياسية متكاملة كلّيّا، تشمل وحدات كبيرة وصغيرة، مشاركة في معارك تتغير أماكنها باستمرار، وفي كلا الطرفين الأدنى والأعلى تشكيلات متحرّكة مع أسلحة حديثة.
هذا الطور الأخير يظهر أكمل ظهور في عمليات ماو تسي دونغ في الصين وفو نغوين غياب في فيتنام. وبين الطرفين تنوع كبير من الحالات، من الحروب التي يشنها الفلسطينيون الخارجون على إسرائيل في العصر الحالي، إلى الخارجين الإسبان والبرتغاليين العاملين مع الوحدات العادية للجنرال البريطاني ولنغتون، أيام حرب الاستقلال الإسباني ضد نابليون.
قد تضم حركات التمرد الحديثة وبعض أنواع الحروب حربَ العصابات كجزء من عملية متكاملة، تكمّلها عقيدة معقدة، وتنظيم، وخبرات اختصاصية وقدرات في البروباغندا. قد تعمل العصابات كمجموعات صغيرة متفرقة من المعتدين، ولكنهم قد يعملون أحيانا جنبا إلى جنب مع قوات نظامية، أو يعملون عمليات واسعة متحركة في فِرَق أو مفرزات أو كتائب، أو حتّى في وحدات عسكرية مألوفة. بناءً على درجة مهارتهم وتنظيمهم يمكن أن يتنقلوا بين هذه الأوضاع وفقا لما تطلبه الحالة. حرب العصابات الناجحة مرنة، غير جامدة.

## النماذج الاستراتيجية لحرب العصابات

### نموذج الأطوار الثلاثة الماويّ «التقليديّ»
تقسّم النظرية الماويّة للحرب الشعبية في الصين الحرب إلى ثلاثة أطوار. في الطور الأول، تجمع العصابات تأييد الشعب بنشر البروباغندا ومهاجمة أجهزة الحكومة. في الطور الثاني توجَّه الهجومات المصعَّدة ضدّ القوات العسكرية للحكومة، ومؤسساتها الرئيسة. في الطور الثالث، يكون القتال والحرب للاستيلاء على المدن، وإسقاط الحكومة، وفرض السيطرة على الدولة. توقعت عقيدة ماو أن الظروف قد تتطلب التبدّل بين هذه الأطوار في أي اتجاه، وأن هذه الأطوار الثلاثة قد لا تكون منتظمة أو متماشية في جميع أنحاء البلد. انتشر عمل ماو تسي دونغ المؤسِّس في كتابه حرب العصابات، وطبّق أنجح تطبيق في فيتنام، حيث طبقه القائد العسكري والمنظِّر فو نغوين غياب، الذي اتبع في كتابه «حرب الشعوب، جيش الشعوب» أطروحة الأطوار الثلاثة الماويّة، ولكنّه زاد فيها المرونة في التبديل بين حرب العصابات والانتفاضة العامة التلقائية للشعب بالاشتراك مع قوات العصابات. أكّد بعض الكتّاب على هذه الإمكانية للتبديل بين الأطوار التي في هذا النموذج وفي حرب العصابات عموما، لا سيما كما طبقتها عصابات فيتنام الشمالية.

### النمط الحاليّ الأكثر تبعثرا
يتطلب النموذج الماوي التقليدي عصابات موحدة قوية، وهدفًا واضحًا. ومع ذلك، فإن بعض حروب العصابات اليوم ليس لها هذا القالب أصلا، وربّما اشتملت على صراعات إثنيّة شريرة، وتعصب ديني، ومجموعات صغيرة من المرتزِقة الذين يعملون باستقلال عن البنية العامّة. لا تنخرط هذه الأنماط بسهولة في التصانيف الطورية أو البنى الثلاثية (القوة العسكرية النظامية، المحاربون المناطقيون، أفراد العصابات الذين يحاربون أحيانا) كما في الحروب الأهلية في آسيا.
بعض الهجومات الجهادية مثلا ربما تكون مدفوعة برغبة عامة في استرجاع عصر ذهبي مزخرَف كان في الأزمنة السابقة، بلا محاولة حقيقية لتأسيس نظام سياسي بديل في مكان ما. وكذلك الهجومات الإثنية قد تظل في مستوى التفجيرات، أو الاغتيالات، أو مداهمات الإبادة الجماعية بوصفها قضية أخذ بالثأر أو انتقام، لا نقلة نهائية إلى الحرب المألوفة في المعادلة الماويّة.
تعقّد المشهدَ المعاصر الظروف البيئية مثل التحضّر المتزايد وسهولة الوصول إلى المعلومات، ووسائل الإعلام. لا تحتاج العصابات إلى أن تطابق فكرة المحارب الريفيّ الذي تساعده الملاجئ التي في حدود دولة معينة (كما كان في فيتنام)، بل الآن تضم العصابات شبكات واسعة من الناس المنتشرين في المعمورة الذين يربطهم الدين أو الإثنية.

## التكتيكات
تنفصل حرب العصابات عن تكتيكات الوحدات الصغيرة في عمليات العرض أو الاستطلاع المعروفة في القوات النظامية. وتختلف كذلك عن أنشطة القراصنة والسارقين. قد تستخدم بعض هذه المجموعات الإجرامية تكتيكات شبيهة بتكتيكات العصابات، ولكنّ هدفها الأساسي هو جمع ربح مادي، لا هدف سياسي.
تنبني تكتيكات العصابات على الاستخبارات، والكمائن، والخداع، والتخريب، والتجسس، لتقويض أركان السلطة بمواجهة طويلة خفيفة الشدّة. وقد تكون ناجحة بشكل واضح ضد نظام غير شعبي محتل أو محلّيّ، كما في الثورة الكوبية، والحرب الأفغانية، وحرب فيتنام. قد تتسبب قوات العصابات في رفع كلفة الحفاظ على أرض محتلة أو مستعمرة بشكل أكبر مما قد تتحمله القوة المحتلّة. وضدّ نظام محلّيّ، قد يجعل مقاتلو العصابات الحكم مستحيلا بالهجمات الإرهابية والتخريب، وحتى بمجموعة من القوّات التي يواجهون بها عدوّهم المحلّيّ في معركة نظامية. تنفع هذه التكتيكات لإحباط الخصم، ورفع آمال العصابات. في كثير من الأحيان، تسمح تكتيكات العصابات لقوة صغيرة أن تمنع عدوًّا أكبر منها وأقوى لزمن طويل، كما في حرب الشيشان الثانية في روسيا، وحرب السيمينول الثانية التي خيضت في مستنقعات فلوريدا في الولايات المتحدة الأمريكية. لُخِّصَتْ إستراتيجيات وتكتيكات العصابات أدناه، ونوقشت بتوسع في الأعمال المرجعية مثل كتاب ماو «في حرب العصابات».